# 1630 en santé et médecine
| Années de la santé et de la médecine : 1627 - 1628 - 1629 - 1630 - 1631 - 1632 - 1633    |
| Décennies de la santé et de la médecine : 1600 - 1610 - 1620 - 1630 - 1640 - 1650 - 1660 |

Cet article présente les faits marquants de l'année 1630 en santé et médecine.

## Événements
- 1er août : Guglielmo Piazza et Gian Giacomo Mora, condamnés à tort pour avoir propagé la peste, sont suppliciés et exécutés à Milan à l'issue d'un procès dont Alessandro Manzoni rendra compte en 1840 dans sa Storia della colonna infame[1], récit historique d'abord conçu comme un épisode des Fiancés[2] et traduit en français dès 1843 sous le titre d'Histoire de la colonne infâme[3].
- La peste est dans le Sud de la France et le Nord de l'Italie et se répand dans toute l'Europe[4].
- La léproserie des Deux-Eaux, à Bréviandes en Champagne, est réunie aux hôpitaux de Troyes[5].
- Le chimiste et médecin allemand Adrian von Mynsicht découvre la préparation du tartrate d'antimoine[6], publiée l'année suivante 1631 à Hambourg dans son ouvrage Thesaurus et armamentarium medico-chymicum[7].
- Fondation de l'hôpital militaire de Pignerol[8],[9].
- Le béribéri est « rapporté pour la première fois par De Bondt, médecin néerlandais[10] ».
- Nicolas Poussin peint La Peste d'Asdod[11].
- 1630-1640 : fondation de l'hôpital militaire de Brouage[8].
- Vers 1630 :
  - Pour la première fois, une femme est reçue en apprentissage à l'Hôtel-Dieu, à Paris[12].
  - Construction de l'hôpital de Corps, en Dauphiné, par le prieur Gaspard Boffin[13].

## Publications

### Divers
- Hugues Babynet, ministre protestant converti au catholicisme, médecin du duc d'Orléans, fait paraître un ouvrage sur le traitement sans chirurgie du prolapsus rectal, ou Manière de guérir les descentes du boyau sans tailler ni faire incision[14].
- Nicolas Bertrand, médecin à Rennes, publie son traité sur les urines[15].
- Sous le titre de « Cabinet des chirurgiens » (The chyrurgians closet[16]), divers ouvrages de Thomas Bonham (en)  (c.1564 – c.1628), médecin anglais, sont rassemblés, mis en forme et édités par le médecin et chirurgien anglais Edward Poeton of Petworth († 1644), également auteur de The Winnowing of White Witchcraft[17].
- Édition des Opera medica de Jacques Dubois (1478-1555), par René Moreau et Raimond Filhol[18].
- Louis Du Gardin († 1633 ?), médecin et homme de lettres français, publie son « Remède à une erreur médicale » (Remedium erroris qui in praxim medicam irrepserat[19]).
- Johann Freitag (1581-1641) réconcilie galénisme et chimiatrie dans son Aurora medicorum galeno-chymicorum[20].
- Jean Germain, frère de l’ordre des Minimes, publie son traité de thérapeutique chirurgicale et médicale[21].
- Samuel Hafenreffer (en) (1587-1660), médecin allemand, fait paraître son traité sur les dermatoses[22].
- Impression de thèses sur Galien, proposées à l'académie de Strasbourg par le professeur de médecine Melchior Sebisch le Jeune (1578-1674), parmi lesquelles figurent celles d'Armand Hartig, sur Les Causes des maladies[23], d'Andreas Nitsch, sur Les Différences des symptômes[24], et de Wilhelm Arthusius, sur Les Différences des maladies[25].
- Caspar Hofmann donne une édition du Γαληνοῦ Περὶ ὀστῶν τοῖς εἰσαγομένοις (« Sur les os pour les débutants »), de Galien, avec la traduction latine de Ferdinando Balami (De ossibus ad tyrones liber[26]).
- Pierre Jacquelot intitule L'Art de vivre longuement sous le nom de Médée, le régime de santé qu'il fait imprimer à Lyon, chez Louis Teste-Fort[27],[28].
- Engelbert Lamelin (° 1580), médecin à Valenciennes fait paraître un traité d'œnologie sous le titre de L'Avant-goût du vin[29].
- Peter Lauremberg (en), professeur de lettres, de mathématiques et de médecine à Rostock, publie son traité sur la médecine[30].
- Giovanni Manelfi (1581-1654), médecin italien, fait paraître ses commentaires sur la première partie des Problèmes d'Aristote[31].
- Matthias Eisleb Martini, médecin à Eisleben, donne un traité sur les affections du mésentère[32].
- Edmund Deane (en) (1572-1640), médecin et homme de lettres anglais, édite les traités en latin[33] de l'alchimiste Samuel Norton (en) (1548-1621[34]).
- Victor Pallu, médecin de Louis de Bourbon, comte de Soissons, fait paraître chez Jean Camusat, sous le titre de Stadium medicum ad lauream scholae Parisiensis[35], une compilation de résumés de thèses de médecine soutenues à Paris de 1628 à 1630[36]
- Carlo Panicelli, médecin, publie son traité sur les « merveilleuses » propriétés médicinales de la viande de vipère (Trattato de gl' effetti maravigliosi delle carni di vipere) [37].
- René Chartier joint une biographie de l'auteur à son édition de l'Universa medicina de Barthélemy Pardoux[38].
- James Primrose (en) (1598 ? – 1659), médecin anglais, publie à Londres ses Exercitationes et animadversiones in librum De motu cordis[39], premier pamphlet contre William Harvey et sa théorie de la circulation du sang[6].
- Le médecin et chimiste Jean Rey  (1583-1645) publie ses Essais sur la recherche de la cause pour laquelle l'étain et le plomb augmentent de poids quand on les calcine[40].
- Le seigneur Rondin publie son Trésor des secrets inestimables pour la conservation du corps humain[41].
- Angelo Sala (1576-1637) donne un traité sur l'or potable[42].
- Philipp Moritz Schönlin fait paraître son ouvrage sur la thériaque et le mithridate[43].
- François Semichon, docteur en médecine, publie son traité sur les Causes des maladies, et le moyen de s'en préserver[44].
- Daniel Sennert (1572-1637) fait paraître le deuxième volume de son traité de médecine pratique[45],[46].
- Alberto Stecchini publie ses directives pour la composition de la thériaque d'Andromaque et du mithridate de Damocrate (en)[47].
- Jean Suffren, jésuite, confesseur ordinaire de Louis XIII, fait paraître son Véritable récit de ce qui s'est passé en la maladie du roy à la ville de Lyon[48].
- Maurizio Tirelli publie son traité d'œnologie médicale[49].
- Jerónimo Uguet de Resayre, médecin espagnol, donne un traité sur les propriétés médicinales de la graine d'hièble[50].
- Décennie 1630 : le médecin et chirurgien anglais Edward Poeton († 1644) rédige le compte rendu d'une enquête menée auprès d'un sorcier praticien de la magie blanche, manuscrit resté inédit jusqu'en 2018, et publié alors sous le titre de The Winnowing of White Witchcraft[17].

### Sur la peste
- Parution, à Königsberg, de l'essai de Daniel Becker « sur la peste décennale en Prusse » (Fünfzehen Fragen von der zehenjährigen Pest im Preussischen[51]).
- Rémond Besard, médecin, né à Vesoul[52], fait paraître à Dole son Discours de la peste[53].
- Parution, à Paris, du Nouveau chasse peste, de Marcellin-Hercule Bompart (1594-1648[54]), qui « publi[e] ce traité dans le temps où la peste afflig[e] l'Auvergne, sa patrie[55] ».
- Sous le titre de Rimedi perservativi e curativi in tempo di peste[56], paraît à Sienne et Bologne la traduction italienne des Remèdes préservatifs et curatifs de peste d'Auger Ferrier (1513-1588), publiés pour la première fois en 1548[57].
- Bartolomeo Galesio, médecin ordinaire de la ville de Bologne[58], fait paraître sa « lettre sur le mal qui se répand alors » (Epistola super morbo hoc tempore grassante[59]).
- Le père Golignac, enseignant au collège des doctrinaires de Villefranche, publie une Apologia pro peste[60] (« Apologie de la peste ») dans laquelle il pose cette question : « De combien de perdus, d'oisifs, de pendards, de fauteurs de la récente rébellion [la peste] n'a-t-elle pas débarrassé la ville et la société[61] ? »
- Antonio Pellicini, médecin florentin, publie un Discorso sopra de mali contagiosi pestilenziali[62].
- Francesco Pona (1595-1655), médecin et polygraphe véronais, publie son « Bref traité des moyens naturels pour guérir la peste et y mettre fin[63] ».
- Ludovico Settala (1550-1633) publie son traité de peste sous le titre de  Preservatione della peste[64].
- Dionigi Bussotti intitule Antidotario per il tempo di peste[65] sa traduction en toscan de l'« Antidotaire pour le temps de peste » de Jacopo Soldi, rédigé en latin à Florence en 1431, et publié pour la première fois à Bologne en 1533[66], sous le titre d'Antidotarium pro tempore pestis[67].
- Balthasar Timaeus von Güldenklee (de) (1600-1667), médecin, maire de Colberg, fait paraître à Dantzig son Consilium oder Gründtlicher Unterricht von der itzt schwebenden Pestilentz (« Consilium ou Instructions détaillées sur la peste qui règne actuellement[68] ».

## Personnalités
- Fl. Perdreau et Laforest, apothicaires de l'hôpital de Pignerol, cités dans « le premier document relatif au service de santé militaire où l'on trouve la médecine et la pharmacie associées à la chirurgie[9] ».

## Naissances
- 19 juillet : François Cureau de La Chambre (mort en 1680), « premier médecin de la reine, médecin ordinaire du roi, démonstrateur au Jardin du roi et docteur de la faculté de Paris », fils de Marin Cureau de La Chambre (1594-1669[69]).
- 13 septembre : Olof Rudbeck (mort en 1702), médecin, linguiste et astronome suédois[70].
- 17 décembre : Kaibara Ekken (mort en 1714), médecin, botaniste et philosophe japonais dont l'« ouvrage de botanique, « La Flore du pays de Yamato » (Yamato honzô) est encore apprécié des milieux scientifiques actuels[71] ».
- François Collo (ou Collot) (mort à une date inconnue), lithotomiste à l'Hôtel-Dieu de Paris[72].
- 1629 ou 1630 : Jean-Frédéric Helvétius (mort en 1709), docteur en médecine de l'université de Harderwijk, alchimiste, médecin ordinaire de Guillaume III et des états généraux des Provinces-Unies[73].
- Vers 1630 :
  - Carlo Fracassati[74] (mort en 1672), médecin italien[75].
  - Paul Portal (mort en 1703), obstétricien à l'Hôtel-Dieu de Paris[76].

## Décès
- 30 mai : Fabrizio Bartoletti (né en 1576), médecin italien, professeur d'anatomie et de chirurgie à Bologne, premier auteur à décrire le lactose[77].
- Aleixo de Abreu[78] (né en 1568), médecin portugais, auteur du Tratado de las siete enfermedades (« Traité des sept maladies[79] »), « premier livre de médecine tropicale[80] ».
- Giovanni Girolamo Bronziero (it) (né en 1577), médecin et historien italien[81].
- Fortunato Fedele (it) (né en 1550), médecin italien considéré par la plupart des historiens comme le fondateur de la médecine légale[82].
- Nagata Tokuhon (en) (né en 1512[83] ou 1513[84]), médecin japonais, partisan d'une médecine naturelle, successivement au service des clans Takeda et Tokugawa.
- Pierre Séguin (né en 1594), professeur de chirurgie et de médecine, petit-fils de Simon Séguin († 1591), docteur en médecine[85].
- Pierre Vineilhe (né à une date inconnue), maître chirurgien installé à Sarlat et dont « la bibliothèque comporte une soixante d'ouvrages dont une quarantaine de médecine ou de chirurgie[86] ».